# Marta Sanz-Solé
Marta Sanz-Solé (* 19. Januar 1952 in Sabadell, Barcelona) ist eine spanische Mathematikerin, die sich mit Wahrscheinlichkeitstheorie und Analysis befasst.
Sanz-Solé studierte 1969 bis zum Diplom 1974 Mathematik an der Universität Barcelona, an der sie 1978 bei David Nualart promoviert wurde (Dissertation: Stochastic calculus for processes with a multidimensional parameter). Sie war danach Assistentin an der Polytechnischen Universität Kataloniens, ab 1979 Assistenzprofessorin an der Autonomen Universität Barcelona und ab 1983 Assistenzprofessorin und ab 1986 Professorin an der Universität Barcelona, wo sie 1993 bis 1996 Dekanin der Mathematik-Fakultät war. 2002 bis 2003 war sie Vizepräsidentin für Naturwissenschaft und Mathematik. Ab 2015 stand sie der Graduiertenschule der Universität vor. Seit 2022 ist sie emeritiert.
Sie war Gastprofessorin und Gastwissenschaftlerin an verschiedenen Pariser Universitäten, am MSRI, am Mittag-Leffler-Institut, am Isaac Newton Institute, an der EPFL in Lausanne, in Nancy, an der Scuola normale superiore in Pisa, an der University of North Carolina, in Messina, Clermont-Ferrand, Padua und Angers.
Sie befasst sich insbesondere mit stochastischen partiellen und gewöhnlichen  Differentialgleichungen (unter anderem stochastische Wellengleichungen) und stochastischer Analysis (Malliavin-Kalkül), Zufallsfelder, Analysis in Wiener-Räumen, der Theorie großer Abweichungen, numerischen Approximationen und Potentialtheorie, Auswahlpfaden (Sample Paths) stochastischer Prozesse, Rough Path Theorie.
2011 bis 2014 war sie Präsidentin der Europäischen Mathematischen Gesellschaft und 1997 bis 2004 in deren Exekutivkomitee und 2015/16 im Abel-Preis-Komitee. 2011 wurde sie Fellow des Institute of Mathematical Statistics. 1998 erhielt sie die katalanische Narcis-Monturiol Medaille. Sie ist im wissenschaftlichen Rat des Institut Henri Poincaré, der Fondation Sciences Mathématiques de Paris (FSMP), des Banach-Zentrums, des Centre de Recerca Matemàtica  in Barcelona, der École polytechnique und des CIRM (Centre International de Rencontres Mathématiques, Luminy). Sie ist Mitglied der Königlichen Akademie der Künste und Wissenschaften in Barcelona. 2024 wurde Sanz-Solé zum Mitglied der Academia Europaea gewählt.
Sie war eine der Organisatoren des Internationalen Mathematikerkongresses 2006 in Madrid (Vorsitzende des lokalen Programmkomitees).

## Schriften
- Applications of Malliavin calculus to SPDE’s. In: Giuseppe Da Prato, Luciano Tubaro (Hrsg.): Stochastic partial differential equations and applications. (Based on the Proceedings of the International Conference on Stochastic Partial Differential Equations and Applications – V held in Trento) (= Lecture Notes in Pure and Applied Mathematics. 227). Marcel Dekker, New York NY u. a. 2002, ISBN 0-8247-0792-3, S. 429–442.
- Malliavin calculus. With applications to stochastic partial differential equations. EPFL Press u. a., Lausanne u. a. 2005, ISBN 2-940222-06-1.
- mit Robert C. Dalang: Hölder-Sobolev regularity of the solution to the stochastic wave equation in dimension three (= Memoirs of the American Mathematical Society. 931 = Bd. 199, 2). American Mathematical Society, Providence RI 2009, ISBN 978-0-8218-4288-1.
- mit Robert C. Dalang: Hitting probabilities for non-linear systems of stochastic waves (= Memoirs of the American Mathematical Society. 1120 = Bd. 237, 4). American Mathematical Society, Providence RI 2015, ISBN 978-1-4704-1423-8.